# Memento, homo, quia pulvis es, et in pulverem reverteris
Memento, homo, quia pulvis es, et in pulverem reverteris (parfois désigné comme le Memento homo) est une locution latine qui signifie : « Souviens-toi, homme, que tu es poussière et que tu redeviendras poussière ». Cette phrase traduit un passage du Livre de la Genèse (Gn 3,19) après la chute d'Adam.

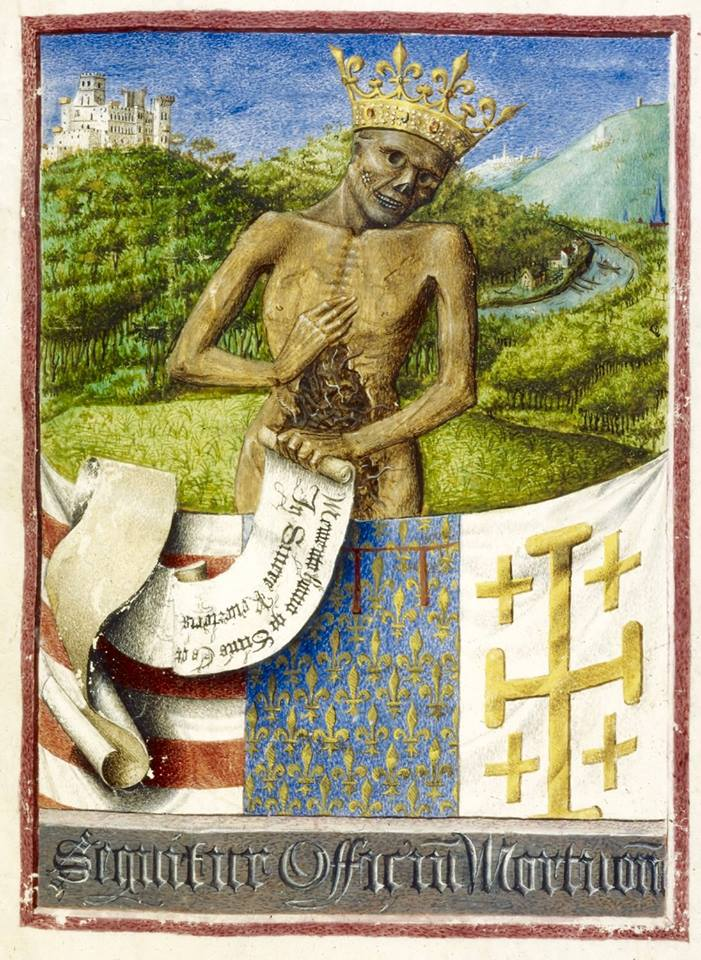
La Mort personnifiée tient une banderole sur laquelle on peut lire le Memento homo. Livre d'heures de René d'Anjou (dit d'Egerton), entre 1410 et 1442.

Elle est prononcée par le prêtre lors de l'imposition des cendres du mercredi des Cendres dans le rite romain de la liturgie catholique.

## Origine
Les mots quia pulvis es et in pulverem reverteris sont tirés directement de la traduction latine de la Bible, la Vulgate. Ils sont prononcés par Dieu dans le Livre de la Genèse (chapitre 3, verset 19), lorsque Dieu, après le péché originel, chasse Adam et Ève du jardin d’Éden, les condamnant au travail de la terre et à la mort : « Tu mangeras ton pain à la sueur de ton front jusqu’à ce que tu retournes en la terre d’où tu as été tiré ; car tu es poussière et tu retourneras en poussière. »

### Autres versions de la phrase
La locution latine Memento, homo, quia pulvis es, et in pulverem reverteris est tirée, sous cette forme, de la traduction latine de la Bible la plus commune au Moyen Âge : la Vulgate. Cependant d'autres traductions latines parfois bancales ont été utilisées, comme Memento, homo, ut/quod cinis es et in cinere(m) reverteris avec cinis (« cendre ») employé au lieu de pulvis (« poussière »), ce qui indique une influence de la liturgie de l'imposition des Cendres dans le choix du traducteur.

## Expression liturgique

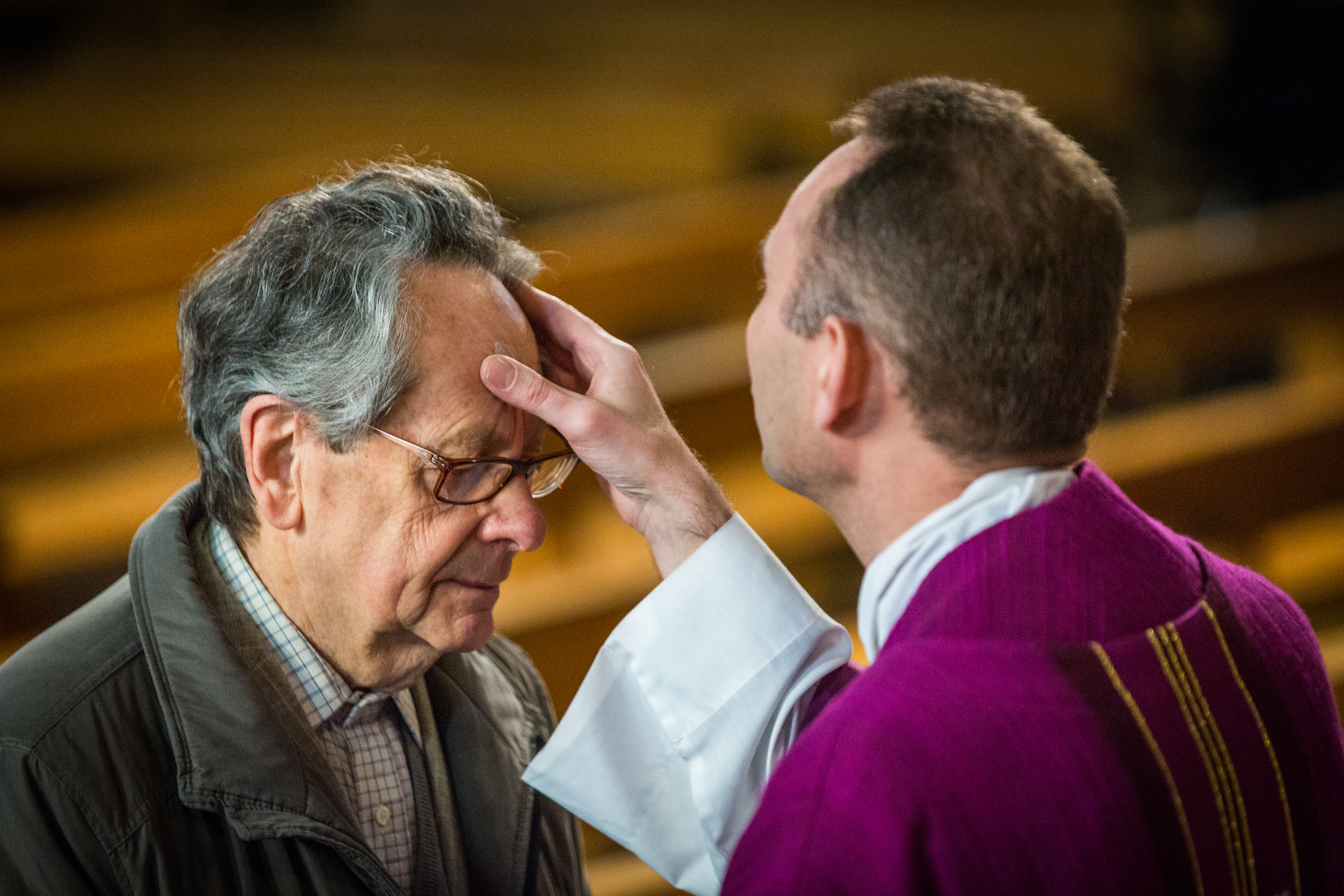
Imposition des cendres lors du mercredi des Cendres à l'église Saint-Pierre-le-Jeune de Strasbourg, 2014.

Cette expression est employée dans la liturgie catholique le mercredi des Cendres, elle est alors prononcée par le prêtre qui appose une pincée de cendres tracée en forme de croix sur le front des fidèles. Le mercredi des Cendres est le premier jour du carême pour l'Église catholique selon le rite romain, il vient après le Mardi gras, c'est-à-dire le dernier jour du carnaval ayant commencé juste après l'Épiphanie (le 6 janvier). Traditionnellement, les cendres rituelles sont obtenues en brûlant les rameaux d'olivier bénis le dimanche des Rameaux de l'année précédente. Depuis la réforme liturgique introduite par le concile Vatican II entre 1962 et 1969, deux formules différentes peuvent être prononcées pour le rite de l'imposition des cendres : Paenitemini, et credite Evangelio (« Repentez-vous et croyez à l'Évangile ! ») ou le plus traditionnel Memento, homo, quia pulvis es et in pulverem reverteris (« Souviens-toi, homme, que tu es poussière, et que tu redeviendras poussière »).

## Usage dans la tradition médiévale

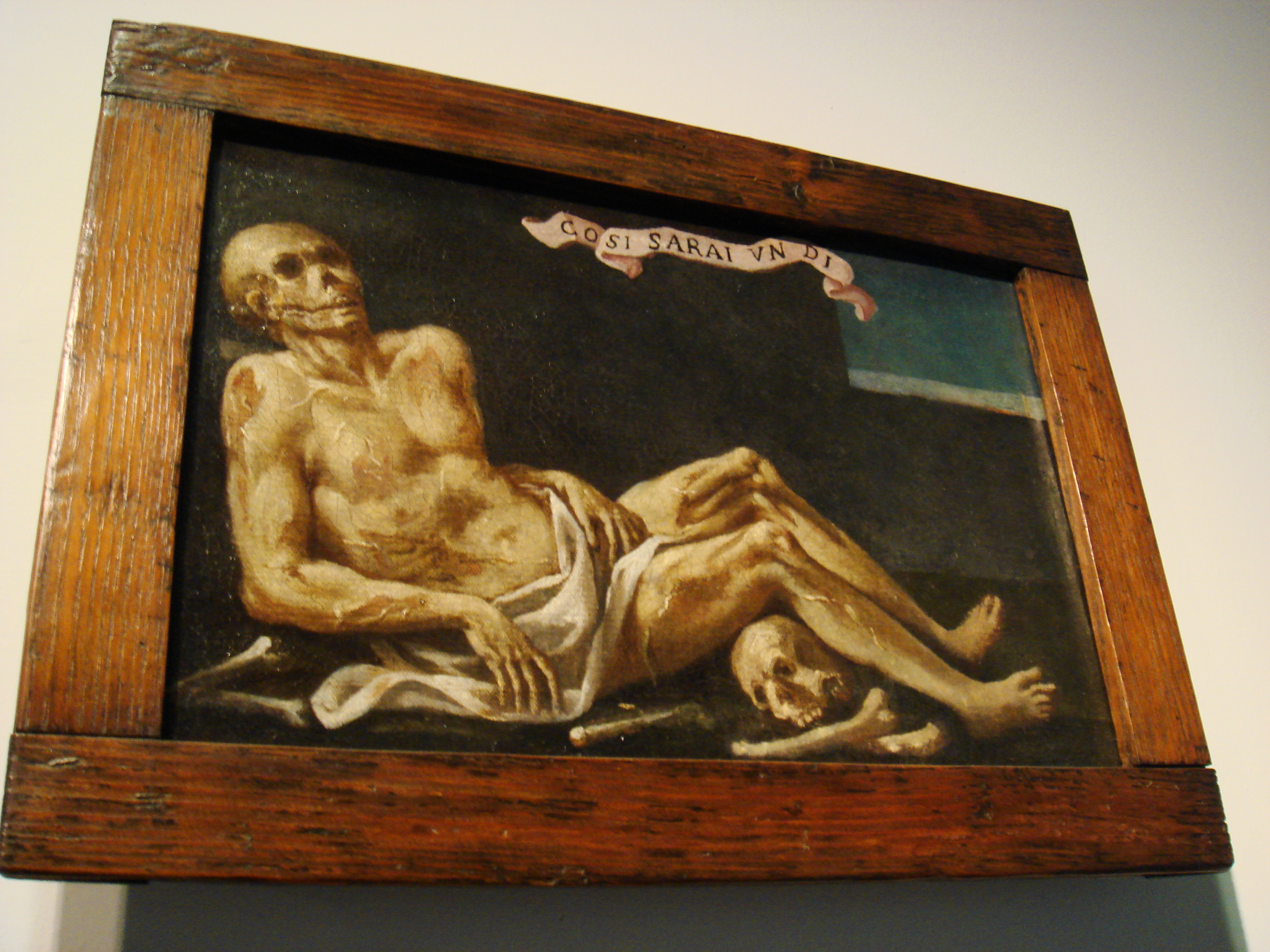
Ainsi serez vous un jour, un tableau d'un Emilien anonyme du XVII.

La bonne fortune et la persistance de cette expression, comme celles des expressions similaires Memento mori (« Souviens-toi que tu vas mourir ») et Memento novissimorum (« Songe à tes fins dernières », c'est-à-dire au salut de l'âme après la mort, tiré du livre de l'Ecclésiastique 28:6), ne sont pas seulement dues au rituel religieux mais aussi à deux aspects typiques de la société médiévale : l'importance accordée à la pénitence et le bouillonnant intérêt autour de la mort. Ces thèmes furent au centre d'un nombre impressionnant de représentations diverses, souvent très saisissantes, parfois sombres ou ironiques, dans l'iconographie de la danse macabre, du « dict des trois morts et des trois vifs » et du Triomphe de la mort avant d'être repris et diffusés dans l'art baroque de la Contre-Réforme du XVIe siècle avec par ex. les vanités, et ce jusqu'au milieu du XVIIIe siècle.

## Usage dans le langage commun
Abrégée en memento homo, la maxime ecclésiastique est également employée dans des contextes qui ne sont pas à proprement parler religieux avec le sens général d'avertir ou, plus précisément, d'inviter à réfléchir sur la brièveté de la vie ou la vanité des ambitions humaines ; plus rarement, les aspects menaçants sont accentués par la mise en valeur d'une disparité évidente des forces ou à une confrontation future et inévitable. En conséquence de la popularité de cette maxime et des autres mentionnées plus haut dont les sujets sont similaires et le premier mot identique (memento mori et memento novissimorum), le terme mémento peut être assimilé aux thèmes généraux évoqués du rappel à la mort et de la brièveté de la vie, mais son utilisation en français est plus étendue et dans des contextes parfois sans aucun rapport. 
En italien, la maxime memento homo fut abrégée en mementòmo pour devenir un substantif ayant plusieurs sens. Soit le mementòmo décrit une personne lançant des avertissements de manière trop répétée, aveugle ou à tort et à travers, soit il est plus généralement employé pour désigner l'avertissement (parfois menaçant) lui-même. 